# Сэндхолм

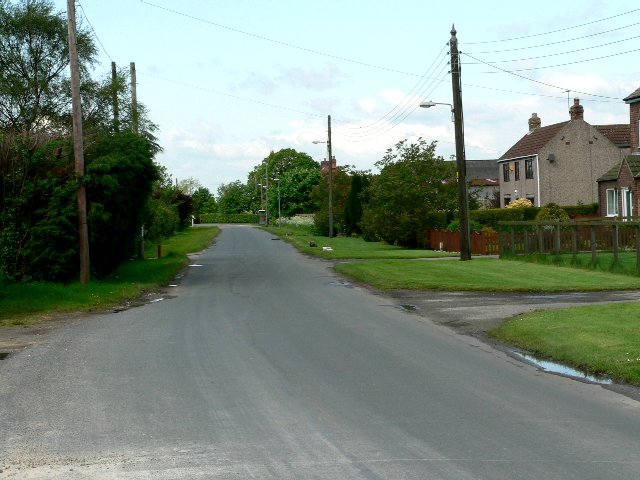

Сэндхолм (англ. Sandholme) — деревня в графстве Ист-Райдинг-оф-Йоркшир, Англия. Она расположена примерно 13 км к западу от Брау (англ. Brough) и 11 км к северо-востоку от Гул (англ. Goole), к северу от автомагистрали M62.
Сэндхолм является составной частью гражданского округа Гилбердайк (англ. Gilberdyke). Ранее служила железнодорожным вокзалом на линии Барнсли до вывода её из эксплуатации. Здание станции сохранилось до сих пор.